# 杭佩兰

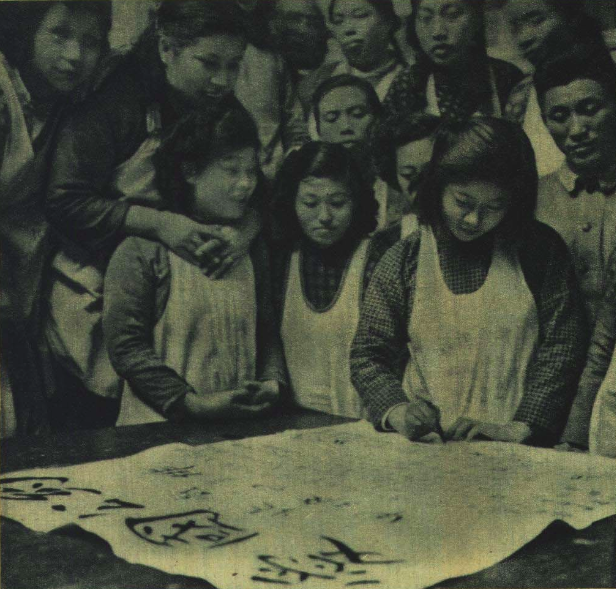
杭佩兰互助组

杭佩兰（1928年—），江苏扬州人，中华人民共和国政治人物。
当选纺织工业劳模。上海第一棉纺织厂车间副主任。1954年，当选第一届全国人民代表大会代表。